# Cup of Nations
La Cup of Nations es un torneo internacional de rugby con apoyo de la World Rugby que comenzó a organizarse en 2011. Participan 4 selecciones nacionales y se disputa con el sistema de todos contra todos a una sola ronda.

## Reseña histórica
Las dos primeras ediciones se llevaron a cabo en el The Sevens Stadium de la ciudad de Dubái en los Emiratos Árabes Unidos y se los conoció también como Emirates Cup of Nations.
En el 2011 dio inicio el torneo con el equipo local, Brasil, Kenia y Hong Kong, este último se coronó campeón con el máximo puntaje, al vencer sus tres partidos cada uno con punto bonus. Al siguiente año, se bajan Brasil y Kenia a cambio de Bélgica y Zimbabue, el equipo europeo que venía con mejor ubicación en el ranking mundial se coronó campeón luego de ganarle a Hong Kong en la tercera fecha por 24 - 12.
La tercera edición se organizó en Hong Kong, cuya selección había participado en los años anteriores. El título fue para Rusia que ganó los tres partidos, Hong Kong, Portugal y Zimbabue completaron la tabla en ese orden.

## Campeonatos
| Edición | Año  | Campeón   | 2º puesto | 3º puesto | 4º puesto |
| ------- | ---- | --------- | --------- | --------- | --------- |
| I       | 2011 | Hong Kong | Kenia     | Brasil    | EAU       |
| II      | 2012 | Bélgica   | Hong Kong | Zimbabue  | EAU       |
| III     | 2015 | Rusia     | Hong Kong | Portugal  | Zimbabue  |
| IV      | 2016 | Rusia     | Hong Kong | Zimbabue  | PNG       |
| V       | 2017 | Rusia     | Hong Kong | Chile     | Kenia     |

## Posiciones
Número de veces que los equipos ocuparon cada posición en todas las ediciones.
| Equipo                 | Campeón | 2º puesto | 3º puesto | 4º puesto |
| ---------------------- | ------- | --------- | --------- | --------- |
| Rusia                  | 3       |           |           |           |
| Hong Kong              | 1       | 4         |           |           |
| Bélgica                | 1       |           |           |           |
| Kenia                  |         | 1         |           | 1         |
| Zimbabue               |         |           | 2         | 1         |
| Brasil                 |         |           | 1         |           |
| Portugal               |         |           | 1         |           |
| Chile                  |         |           | 1         |           |
| Emiratos Árabes Unidos |         |           |           | 2         |
| Papúa Nueva Guinea     |         |           |           | 1         |